# Sembé
Sembé är en småstad (franska: communauté urbaine) i Kongo-Brazzaville. Den ligger i departementet Sangha, i den norra delen av landet, 700 km norr om huvudstaden Brazzaville. Antalet invånare är 6 975.